# Svenskt Grand National
Svenskt Grand National är sedan 1971 årligt återkommande internationella hästsporttävlingar i svensk regi, den största hinderlöpningen i Sverige under året. 
Tävlingen rids på Österängens galoppbaneområde vid Strömsholms slott i Västmanland i mitten av juni varje år. Första upplagan reds 1971.  Löpningen, som är en steeplechase, rids över 4200 meter. Förutom ett penningpris på ca 150 000 kr får hästens ägare inneha vandringspriset The Topham Trophy fram till nästa upplaga av löpningen. The Topham Trophy är en 7,2 kg tung silverpokal donerad 1971 av Mrs Mirabel Topham, ägare av Aintree utanför Liverpool i England där Grand National rids. 

## Vinnare av Svenskt Grand National
- 2024: Her Him (Tjeckien)
- 2024: Pretty King (Tjeckien)
- 2023: Mutadaffeq (Sverige)
- 2022: Her Him (Tjeckien)
- 2021: Reinvent (Sverige)
- 2020: Inställt (med anledning av Coronapandemin)
- 2019: Serienlohn (Tyskland)
- 2018: Truckers Glory (Sverige)
- 2017: Al Bustan (Tjeckien)
- 2016: Kazzio (Tyskland)
- 2015: Ländler (Tyskland)
- 2014: Gelon (Tyskland)
- 2013: Alanco (Tyskland)
- 2012: Alanco (Tyskland)
- 2011: Glückstag (Tyskland)
- 2010: Lights Out (Sverige)
- 2009: Glückstag (Tyskland)
- 2008: Lights Out (Sverige)
- 2007: Neptune Joly (Storbritannien)
- 2006: Dalfors (Polen)
- 2005: Fanti Dancer (Polen)
- 2004: California Son (Sverige)
- 2003: Silent Keys (Sverige)
- 2002: Trinitro (Norge)
- 2001: Silent Keys (Sverige)
- 2000: Cicerone (Norge)
- 1999: Martello (Norge)
- 1998: City Kid (Norge)
- 1997: Horrible Hatter (Sverige)
- 1996: Black Hero (Norge)
- 1995: Serafin (Norge)
- 1994: Mohini (Sverige)
- 1993: Snob Dancer (Norge)
- 1992: Serafin (Norge)
- 1991: Serafin (Norge)
- 1990: Serafin (Norge)
- 1989: Serafin (Norge)
- 1988: Tsong Kha (Norge)
- 1987: Oviedo (Norge)
- 1986: Witebsk (Norge)
- 1985: Dolmen (Norge)
- 1984: Dolmen (Norge)
- 1983: Jastrzebiec (Norge)
- 1982: Dekret (Norge)
- 1981: Dostojnik (Norge)
- 1980: Marsz Marsz (Norge)
- 1979: Plener (Norge)
- 1978: Star Cross (Sverige)
- 1977: Cartwright (Storbritannien)
- 1976: Czahar (Norge)
- 1975: Rodan (Norge)
- 1974: Rodan (Norge)
- 1973: Hilbirio (Storbritannien)
- 1972: Hilbirio (Storbritannien)
- 1971: Officer Kelly (Danmark)

## Ytterligare tävlingar
Samma tävlingsdag rids Sveriges största hästhäcklöpning, Svenskt Champion Hurdle, samt ytterligare sju hästlöpningar, varav två hinderlöpningar och en löpning för arabiska fullblod. Arrangör för tävlingsdagen var tidigare Amatörryttarklubben men från och med 2010 har ansvaret tagits över av Svensk Galopp

## Tryckt Källa
- Zachrisson, Björn (2012). Över de stora hindren på Strömsholm: Svenskt Grand National 1971-2011. Djursholm: Officina Fraterna. ISBN 978-91-979676-2-4